# Фелетис (Удине)
Фелетис је насеље у Италији у округу Удине, региону Фурланија-Јулијска крајина.
Према процени из 2011. у насељу је живело 507 становника. Насеље се налази на надморској висини од 29 м.